# Here Today
Here Today (bra: A Vida É Agora; prt: Aqui, Hoje!) é um filme estadunidense de 2021, do gênero comédia dramática, dirigido e produzido por Billy Crystal, a partir de um roteiro que ele escreveu com Alan Zweibel. É estrelado por Crystal, Tiffany Haddish, Penn Badgley, Laura Benanti e Louisa Krause. O filme foi lançado em 7 de maio de 2021 pela Stage 6 Films.

## Elenco
- Billy Crystal como Charlie Burnz
- Tiffany Haddish como Emma Payge
- Penn Badgley como Rex Burnz
- Laura Benanti como Francine Burnz
- Louisa Krause como Carrie Burnz
- Anna Deavere Smith como Dr. Vidor
- Matthew Broussard como Roger
- Alex Brightman como Justin
- Andrew Durand como Darrell
- Max Gordon Moore como Brad
- Audrey Hsieh como Lindsay Burnz
- Nyambi Nyambi como Dwayne St. Johnson
- Brandon Uranowitz como Gary
- Sharon Stone como ela mesma / Iris
- Kevin Kline como ele mesmo
- Barry Levinson como ele mesmo
- Bob Costas como ele mesmo
- Susan Pourfar como Paula

## Produção
Em setembro de 2019, foi anunciado que Tiffany Haddish e Billy Crystal estrelariam o filme e atuariam como produtores, enquanto Crystal também dirigiria a partir de um roteiro coescrito com Alan Zweibel. Em outubro de 2019, Louisa Krause, Penn Badgley, Laura Benanti, Alex Brightman, Anna Deavere Smith e Nyambi Nyambi se juntaram ao elenco do filme, com a filmagem começando em Nova Iorque. A filmagem terminou perto do Dia de Ação de Graças.

## Lançamento
Em abril de 2021, a Stage 6 Films adquiriu os direitos de distribuição do filme e marcou o lançamento dele para 7 de maio de 2021.

## Recepção

### Bilheteria
Here Today arrecadou 2,8 milhões de dólares no mercado interno (Estados Unidos e Canadá) e cerca de 64 mil dólares em outros países, para um total mundial de cerca de 2,9 milhões de dólares. Estreou em sétimo lugar nas bilheterias nacionais e passou duas semanas não consecutivas no Top 10.

### Crítica
No site agregador de críticas Rotten Tomatoes, 46% das 100 resenhas dos críticos são positivas, com uma classificação média de 5,3/10. O consenso do site diz: "As estrelas bem combinadas de Here Today compartilham uma química contagiante que é quase o suficiente para superar uma mistura frequentemente piegas de comédia e drama." O Metacritic, que usa uma média ponderada, atribuiu ao filme uma pontuação de 40 em 100, baseado em 23 críticos, indicando críticas "mistas ou médias".